# Palyna semilunaris
Palyna semilunaris är en fjärilsart som beskrevs av Achille Guenée 1852. Palyna semilunaris ingår i släktet Palyna och familjen nattflyn. Inga underarter finns listade i Catalogue of Life.